# Distretto di Chepén
Il distretto di Chepén è uno dei tre  distretti della provincia di Chepén, in Perù. Si trova nella regione di La Libertad e si estende su una superficie di 287,34  chilometri quadrati.